# 托馬斯·基爾戈爾·舍伍德
托馬斯·基爾戈爾·舍伍德（英語：Thomas Kilgore Sherwood；1903年7月25日—1976年1月14日）是一位著名的美國化學工程師，也是美國國家工程院的創始成員之一。
輸送現象學科中的無因次群舍伍德數即是以他之名命名的。

## 生平
舍伍德出生於俄亥俄州的哥倫布市，並在蒙特婁度過他的青年時期。1923年取得麥基爾大學學士學位，並進入麻省理工學院攻讀博士。他的論文〈固粒乾燥的機制〉（The Mechanism of the Drying of Solids）於1929年完成，翌年便成為伍斯特理工學院的助理教授。1930年，返回麻省理工學院擔任助理教授，並於該校擔任教職直到退休。1933年升格副教授，1941年升格教授，並於1946至1952年擔任工學院院長。1969年自麻省理工學院退休，並轉任加州大學柏克萊分校化工系教授。
舍伍德的主要研究領域是質量傳送，於1937年出版該領域的第一本教科書《吸收與萃取》（Absorption and Extraction），1947年再版時更名為《質量傳送》（Mass Transfer）。舍伍德數即是以他為名：
{\displaystyle Sh={\frac {K_{c}L}{\mathcal {D}}}}
其中，
- {\displaystyle K_{c}} = 總括質傳係數；
- {\displaystyle L} = 特徵長度；
- {\displaystyle {\mathcal {D}}} = 成份質量擴散係數

## 著作
Sherwood, Thomas K., , New York: McGraw-Hill, 1975, ISBN 978-0-07-056692-7

## 外部連結
- National Academy of Engineering memorial tribute （页面存档备份，存于）